# Anthony Lloyd, Baron Lloyd of Berwick
Anthony John Leslie Lloyd, Baron Lloyd of Berwick PC, QC (* 9. Mai 1929; † 8. Dezember 2024) war ein britischer Richter.

## Familie und Ausbildung
Lloyd wurde als einziger Sohn von Edward John Boydell Lloyd und Leslie Johnston Fleming geboren. Er war seit 1960 mit Jane Helen Violet Shelford verheiratet. Er besuchte das Eton College und studierte am Trinity College der Universität Cambridge. 1948 trat er als Second Lieutenant im 1. Bataillon der Coldstream Guards in die British Army ein und wurde 1950 zum Lieutenant befördert. 1953 schied er aus dem aktiven Armeedienst aus und wurde als Pilot Officer Reserveoffizier der Freiwilligenreserve der Royal Air Force. 1955 wurde er am Inner Temple als Barrister zugelassen.

## Karriere
Nachdem Lloyd mehrere Jahre als Rechtsanwalt tätig gewesen war, wurde er 1967 von Elisabeth II. zum Kronanwalt ernannt. Von 1969 bis 1977 stand er in dieser Funktion in Diensten von Prinz Charles. 1978 wurde er zum Richter am High Court of Justice berufen und zugleich zum Knight Bachelor geschlagen. Dieses Amt übte Lloyd aus, bis er 1984 an den Court of Appeal wechselte.
Er wurde am 1. Oktober 1993 als Lord of Appeal in Ordinary mit dem Titel Baron Lloyd of Berwick, of Ludlay in the County of East Sussex, in das House of Lords aufgenommen. Als solcher war er Mitglied des Appellate Committee of the House of Lords, das die rechtsprechenden Funktionen des britischen Oberhauses als Oberstes Gericht ausführt, und war als Crossbencher zu Unparteilichkeit verpflichtet. Er saß auch dem Komitee vor, das die Wahl des ersten Lord Speaker vorbereitete.
Im Oktober 1996 gab er einen Bericht über seine Untersuchung zu den gesetzlichen Regelungen gegen Terrorismus heraus. Er war Mitglied des Court of Ecclesiastical Causes Reserved.
Er ging 1999 in den Ruhestand.
Am 27. März 2015 trat Lloyd gemäß den Regelungen des House of Lords Reform Act 2014 freiwillig in den Ruhestand und schied aus dem House of Lords aus.

## Mitgliedschaften (Auswahl)
- Treuhänder der Stiftung The Smith Family (1973)
- Ehrenmitglied der Royal Academy of Music (1981)
- Mitglied der British Maritime Law Association (1983)